# Сухарев, Николай Фёдорович
Николай Фёдорович Сухарев (12 марта 1900, Большое Касаргульское, Пермская губерния — 1 августа 1974, Ленинград) — советский военачальник, гвардии генерал-майор (27.06.1945). Участник Гражданской, Советско-финляндской и Великой Отечественной войн.

## Биография
Николай Сухарев родился 12 марта 1900 года в семье крестьянина-бедняка в селе Большое Касаргульское Петропавловской волости Шадринского уезда Пермской губернии, ныне село входит в Катайский муниципальный округ Курганской области. Русский.
В 1912 году окончил церковно-приходскую школу. Работал по найму, затем в своём хозяйстве.

### Гражданская война
12 марта 1919 года Сухарев был мобилизован в Русскую армию адмирала А. В. Колчака в городе Екатеринбурге и зачислен в 5-й ударный полк. В этом полку прослужил до 19 июля, после чего дезертировал. По пути был задержан колчаковскими частями, однако вновь бежал из-под расстрела.
С приходом частей Рабоче-крестьянской Красной армии 27 сентября 1919 года мобилизован в Рабоче-крестьянскую Красную Армию Шадринским уездным военкоматом и назначен во 2-й Екатеринбургский стрелковый полк. В марте 1920 года окончил полковую школу и был откомандирован помощником командира взвода в 4-й запасной стрелковый батальон в город Томск. В мае 1920 года переведён в город Красноярск в 45-й запасной полк. В октябре был направлен на учёбу в город Новосибирск на 5-е Сибирские пехотные курсы комначсостава. После их окончания в мае 1921 года получил назначение в 56-й отдельный стрелковый батальон войск ВЧК на должность командира взвода (в начале 1922 г. батальон был переформирован в 32-ю отдельную стрелковую роту войск ГПУ). В марте 1922 года направлен начальником отряда при Минусинском политбюро, после его расформирования в марте 1923 года назначен командиром взвода конвойной команды войск ГПУ в город Новосибирск.

### В межвоенные годы
В ноябре 1923 года Сухарев был переведен командиром взвода в 77-й стрелковый полк 26-й стрелковой дивизии в город Ачинск. В сентябре 1924 года командирован на учёбу в 25-ю Томскую пехотную школу.
В 1924 году вступил в РКП(б), в 1925 году партия переименована в ВКП(б), в 1952 году — в КПСС.
После окончания школы в сентябре 1926 года был направлен помощником начальника заставы 6-го пограничного отряда в город Ораниенбаум.
С октября 1927 по август 1928 года — слушатель Военно-политических курсов им. Ф. Энгельса в Ленинграде. После возвращения в погранотряд исполнял должность помощника начальника и начальника заставы. С апреля 1931 года командовал учебно-стрелковым дивизионом маневренной группы 3-го погранотряда в городе Петрозаводске. После расформирования группы в июне 1935 года направлен в город Кандалакша начальником учебно-маневренной группы 1-го погранотряда.
В августе 1936 года назначен командиром 176-го отдельного стрелкового дивизиона внутренних войск НКВД. В июне 1939 года, в связи с расформированием дивизиона, капитан Сухарев командирован в Ленинград во 2-ю дивизию войск НКВД по охране железных дорог, где назначен младшим помощником начальника 2-й части (боевой подготовки) штаба дивизии.
В составе дивизии участвовал в Советско-финляндской войне. В феврале 1941 года зачислен слушателем Высшей пограничной школы войск НКВД в Москве.

### Великая Отечественная война
25 июня 1941 года майор Сухарев был направлен в формировавшуюся в городе Туле 254-ю стрелковую дивизию, назначен начальником 1-го отделения штаба дивизии. 12 июля дивизия была переброшена в район Старой Руссы. Там она где вошла в состав 29-й армии Фронта резервных армий. 16 июля она была передана 11-й армии и в её составе в течение шести дней вела оборонительные бои западнее и южнее Старой Руссы. Однако противнику удалось прорвать оборону дивизии и захватить город, под угрозой окружения она вынуждена была отойти на рубеж реки Ловать.
В ноябре 1941 года переведен в 26-ю Сталинскую стрелковую дивизию командиром 87-го стрелкового полка. В составе Северо-Западного фронта дивизия вела оборонительные бои в районе Валдая, в ходе которых Сухарев 23 марта 1942 годабыл тяжело контужен.
После излечения в марте 1942 года был назначен командиром 41-й отдельной стрелковой бригады, входившей в состав 1-й ударной армии. Затем бригада была выведена в город Владимир, где на её базе была сформирована 180-я стрелковая дивизия, командование которой принял подполковник Сухарев. В середине августа дивизия прибыла на Западный фронт, где вошла в состав 31-й армии. 22 августа она приняла первый бой на подступах к городу Ржев. С 22 по 26 августа в ходе наступления её части сломили сопротивление противника, форсировали реку Вазуза и овладели опорным пунктом противника — деревней Михеево. Затем до 14 сентября дивизия вела тяжелые наступательные и оборонительные бои в этом районе.
В сентябре 1942 года вступил в командование 118-й стрелковой дивизией, которая в составе 31-й армии вела оборонительные бои в районе Белогурово, Табаково Зубцовского района Калининской области.
С ноября 1942 года — командир 139-й стрелковой дивизии. Её части занимали оборону на северо-западной части города Зубцов. С 10 января по 16 февраля 1943 года дивизия находилась в резерве Западного фронта, затем была подчинена 50-й армии и в её составе приняла участие в Ржевско-Вяземской операции. Её части наступали в направлении Милятино, Спас-Деменск, но успеха не имели. 25 марта 1943 года полковник Сухарев был освобожден от командования дивизией «за невыполнение боевой задачи» и зачислен в резерв фронта.
В июне 1943 года откомандирован на учёбу в Высшую военную академию им. К. Е. Ворошилова, после окончания ускоренного курса которой в апреле 1944 года направлен в распоряжение Военного совета 3-го Прибалтийского фронта, где 20 мая 1944 года вступил в командование 285-й стрелковой дивизией. В июле — октябре дивизия в составе 1-й ударной, а с 15 августа — 54-й армий участвовала в Псковско-Островской, Тартуской, Прибалтийской, Рижской наступательных операциях. В ходе их она прошла с боями 390 км, освободив 1044 населенных пункта Латвии и Эстонии. 8 октября 1944 года дивизия была выведена в резерв 3-го Прибалтийского фронта, a 11 октября — в резерв Ставки. В декабре она вошла в состав 21-й армии 2-го Украинского фронта и во второй половине января 1945 года вела ожесточенные бои за овладение Домбровским угольным бассейном, участвуя в Висло-Одерской, Сандомирско-Силезской операциях. 5 апреля 1945 года дивизии, отличившейся в боях за овладение городами Сосновец, Бендзин, Домброва Гурне, Челядзь и Мысловице, было присвоено наименование «Домбровская», а командир дивизии Сухарев награждён орденом Суворова II степени.
Затем дивизия вела бои по захвату и расширению плацдарма на западном берегу реки Одер, окружению и уничтожению оппельнской группировки противника, принимала участие в Нижнесилезской, Верхнесилезской и Пражской наступательных операциях. За бои по форсированию реки Одер юго-восточнее города Бреслау (Бреславль) дивизия была награждена орденом Богдана Хмельницкого II степени (24.4.1945).
За время войны комдив Сухарев был пять раз упомянут благодарственных в приказах Верховного Главнокомандующего.
27 июня 1945 года присвоено воинское звание гвардии генерал-майор.

### Послевоенное время
После войны генерал-майор Сухарев продолжал службу в Центральной группе войск в Австрии. С июня 1945 года он вступил в командование 40-й гвардейской стрелковой дивизией, переименованной в октябре в 17-ю гвардейскую механизированную. В июне 1946 года был освобожден от должности и зачислен в распоряжение ГУК, а в июле назначен командиром 25-й гвардейской механизированной дивизии в составе 6-го гвардейского стрелкового корпуса в Румынии. В декабре он был освобожден от должности и состоял в распоряжении Управления кадров Сухопутных войск.
В январе 1947 года был назначен командиром 15-й отдельной гвардейской стрелковой бригады МВО. После её расформирования в марте переведен командиром 3-й отдельной гвардейской стрелковой бригады в город Брянск. Позже бригада была передислоцирована в город Грозный, где в июле переформирована в 24-ю гвардейскую горнострелковую дивизию, а Сухарев утвержден её командиром. С мая 1951 по май 1952 года находился на учёбе на курсах усовершенствования командиров стрелковых дивизий при Военной академии им. М. В. Фрунзе.
С ноября 1952 года исполнял должность начальника военной кафедры Ленинградской лесотехнической академии. В июле 1955 года освобожден от должности и зачислен в распоряжение командующего войсками округа. 10 декабря 1955 года уволен в отставку по болезни.
Николай Фёдорович Сухарев умер 1 августа 1974 года в городе Ленинграде, ныне Санкт-Петербург. Похоронен на Казанском кладбище в городе Пушкине Пушкинского района города Ленинграда, ныне Санкт-Петербург.

## Награды
СССР
- Орден Ленина, 30 апреля 1945 года[6][7]
- Орден Красного Знамени, трижды: 3 ноября 1944 года[6][8], 8 июля 1944 года[9], 15 ноября 1950 года[6][10][11]
- Орден Суворова II степени, 6 апреля 1945 года[12]
- Орден Отечественной войны I степени, 12 октября 1944 года[13]
- Орден Красной Звезды, 30 января 1943 года[14]
  - Медали в том числе:
  - Медаль «За Победу над Германией в Великой Отечественной войне 1941-1945 гг.», 1945 год
  - Медаль «За освобождение Варшавы»
  - Медаль «За освобождение Праги»

Приказы (благодарности) Верховного Главнокомандующего в которых отмечен Н. Ф. Сухарев.
- За овладение городами Сосновец, Бендзин, Домброва-Гурне, Челядзь и Мысловице — крупными центрами Домбровского угольного района. 27 января 1945 года. № 259.
- За овладение центром Домбровского угольного района городом Катовице, городами Семяновиц, Крулевска Гута (Кенигсхютте), Миколув (Николаи) и в немецкой Силезии заняли крупный промышленный центр город Беутен, завершив тем самым полное очищение от противника Домбровского угольного района и южной части промышленного района немецкой Верхней Силезии. 28 января 1945 года. № 261.
- За форсирование реки Одер юго-восточнее города Бреслау (Бреславль), прорыв сильно укрепленной долговременной обороны немцев на западном берегу реки и овладение городами Олау, Бриг, Томаскирх, Гротткау, Левен и Шургаст — важными узлами коммуникаций и сильными опорными пунктами обороны немцев на западном берегу Одера. 6 февраля 1945 года. № 270.
- За прорыв обороны, разгром группы немецких войск юго-западнее Оппельна и овладении в немецкой Силезии городами Нойштадт, Козель, Штейнау, Зюльц, Краппитц, Обер-Глогау, Фалькенберг и 400-ми населенными пунктами. 22 марта 1945 года. № 305.
- За овладение в Силезии, западнее Одера, городами Нейссе и Леобшютц — сильными опорными пунктами обороны немцев. 24 марта 1945 года. № 307.

Других государств
- Орден «Крест Грюнвальда», Польская Народная Республика, 1945 год
- Медаль «За Варшаву 1939—1945», Польская Народная Республика, 1945 год
- Медаль «Победы и Свободы», Польская Народная Республика, 1945 год

Сухарев Николай Фёдорович был избран почётным гражданином городов: Врхлаби и Йичин (Чехия).